# David Holden (Journalist)
David Holden (* 20. November 1924 in Sunderland (Tyne and Wear), England; † 7. Dezember 1977 in Kairo, Ägypten) war ein britischer Journalist und Autor.

## Leben
Nach dem Besuch der Great Ayton Friend's School im nördlichen Yorkshire studierte Holden am Emmanuel College in Cambridge und an der Northwestern University in Evanston (Illinois) in den USA. Anschließend war er drei Jahre lang Schullehrer in Schottland, arbeitete als Schauspieler und ging zurück in die USA. Dort schlug er sich mit Gelegenheitsarbeiten durch, bis er 1955 als Hilfskorrespondent in Washington, D.C. bei der Londoner Tageszeitung The Times Anstellung fand. 1956 sandte ihn die Zeitung in den Nahen Osten, um über die politischen und diplomatischen Entwicklungen nach der Sueskrise zu berichten, die durch die Invasion Ägyptens durch britische, französische und israelische Truppen verursacht worden war.
In den nächsten vier Jahren reiste Holden als der Nahostkorrespondent der Times durch die arabischen Länder und wurde danach freier Mitarbeiter. 1961 begann er bei The Guardian als Auslandskorrespondent und wurde 1965 Leitender Auslandskorrespondent der Londoner Sunday Times. In den folgenden Jahren schrieb er die Bücher Farewell to Arabia (1966) und Greece Without Columns (1972) und begann mit seinen Arbeiten an einem dritten Buch The House of Saud. Am 7. Dezember 1977 wurde er in Kairo ermordet, das Buch wurde jedoch durch die Nahost-Spezialisten der Financial Times, Richard Johns und James Buchan, fertiggestellt und 1981 in London veröffentlicht.
Über die Motive für den Mord an Holden gibt es verschiedene Theorien, von denen jedoch bis heute keine als eindeutig richtig befunden wurde. Richard Johns hält zumindest, wie er in der Einleitung zu The House of Saud schreibt, einen Zusammenhang zu den Recherchen zu diesem Buch für ausgeschlossen. Ismail Fahmi, der am 17. November 1977 als ägyptischer Außenminister zurücktrat, beschreibt die Ereignisse als Augenzeuge aus erster Hand in seinem 1983 erschienenen Buch Negotiating for Peace in the Middle East.

## Schriften
- 1966: Farewell to Arabia. Walker, New York City 1966.
- 1972: Greece Without Columns. The Making of the Modern Greeks. Lippincott, Philadelphia, Pennsylvania, USA 1972, ISBN 0-397007795.
- 1981: mit Richard Johns und James Buchan: The House of Saud. The Rise and Rule of the Most Powerful Dynasty in the Arab World. Sidgwick and Jackson, London 1981.
  - als Taschenbuch: Pan Books, London 1982, ISBN 0-330-26834-1.
  - deutsch von Brigitte Stein: Die Dynastie der Sauds. Wüstenkrieger und Weltfinanzierer. Econ-Verlag, Düsseldorf 1983, ISBN 3-430-14767-0.